# Collapse (videojuego de 2008)
Collapse (en ucraniano: Kолапс, también conocido como Collapse: Devastated World) es un juego de acción lanzado en 2008 para Microsoft Windows. Fue desarrollado por Creoteam, una empresa con sede en Ucrania. El juego se destaca por combinar Quick Time Events y batallas de espadas similares a la serie God of War, disparos en tercera persona, y un escenario similar a S.T.A.L.K.E.R.: Shadow of Chernobyl. La banda sonora fue compuesta por la banda rusa de electrónica ru.

## Jugabilidad
El juego se divide en secciones donde se anima al jugador a usar espadas o pistolas. La sección de disparos es similar a muchos shooter en tercera personas, mientras que el combate a corta distancia es similar a la serie God of War. Las batallas contra jefes generalmente terminan usando evento de tiempo rápido. Muchas de las ubicaciones del juego se basan en lugares de Kiev de la vida real, como Maidan Nezalezhnosti y Kyiv Pechersk Lavra.

## Trama
La historia está ambientada en el año 2096 en Kyiv, Ucrania, una ciudad que se convirtió en el centro de la Zona. La Zona se creó después de que se abriera una extraña grieta interdimensional, lo que provocó que la ciudad y todas las áreas circundantes quedaran infestadas de bestias externas y anomalías peligrosas. La grieta se conoce como el Agujero. Para detener la expansión de la Zona, se declaró una cuarentena, y todos los habitantes del lugar pasaron a ser rehenes. Al principio, la Zona estaba controlada por científicos y milicia, pero debido a los ataques de monstruos y la fuerte agresión de los lugareños, la Zona pronto se dividió entre varios clanes bandidos liderados por los llamados Señores. La ciudad misma y el área circundante de la Zona se conocieron como el Depósito de Chatarra.
Rodan, el héroe principal de la historia, es un Señor de uno de esos clanes, que participará en una reunión de Señores. El encuentro resulta ser una trampa tendida por Lord Mark, el líder de un clan de fanáticos que lo adoran como un mesías. Rodan se ve obligado a contraatacar con sus espadas, diversas armas y poderes telequinéticos otorgados por el poder anómalo de la Zona. Pronto descubre que hay mucho más de qué preocuparse que solo una nueva guerra de clanes, ya que se ve obligado a enfrentarse a un hombre enigmático y muy poderoso cuya ambición amenaza no sólo la seguridad de la Zona, sino también la de toda la zona. mundo exterior. Durante su viaje, Rodan también tiene que descubrir el misterio de su pasado y el secreto de la grieta interdimensional, el propio Agujero.

## Desarrollo
Se lanzó un parche, actualizando el juego a la versión 1.1. El parche solucionó la mayoría de los problemas con el equilibrio del juego y aportó algunos efectos nuevos al juego. Se recomienda encarecidamente descargar el parche, ya que mejora drásticamente el juego.

## Colapso: The Rage
En 2010 se lanzó una expansión independiente titulada Collapse: The Rage (en ucraniano: Колапс: Лють). Continúa la historia de Rodan después de la destrucción del Agujero. . Las características incluyen mecánicas mejoradas de combate cuerpo a cuerpo y a distancia, nuevos efectos especiales y el modo "Rage".

## Recepción
El juego recibió críticas mixtas. Muchos críticos elogiaron el entorno inusual, hack'n'slash mezclado con disparos y banda sonora. Sin embargo, el juego fue muy criticado por la simplicidad de su sistema de combate, su jugabilidad repetitiva y el mal diseño de algunos personajes.

## Reseñas
- Igray.ru[1]
- BestGamer.ru[2]
- Absolute Games (AG.ru)[3]
- IGROMANIA[4]
- 7Wolf Magazine[5]